# Laxe das Rodas
Laxe das Rodas es una estación de arte rupestre al pie del Outeiro de Eiroa, cerca del sitio de Taxes, de la parroquia de Louro, en Muros (provincia de La Coruña, Galicia, España). Se datan, como otros muchos de la misma zona, en la Edad del Bronce.

## Descripción

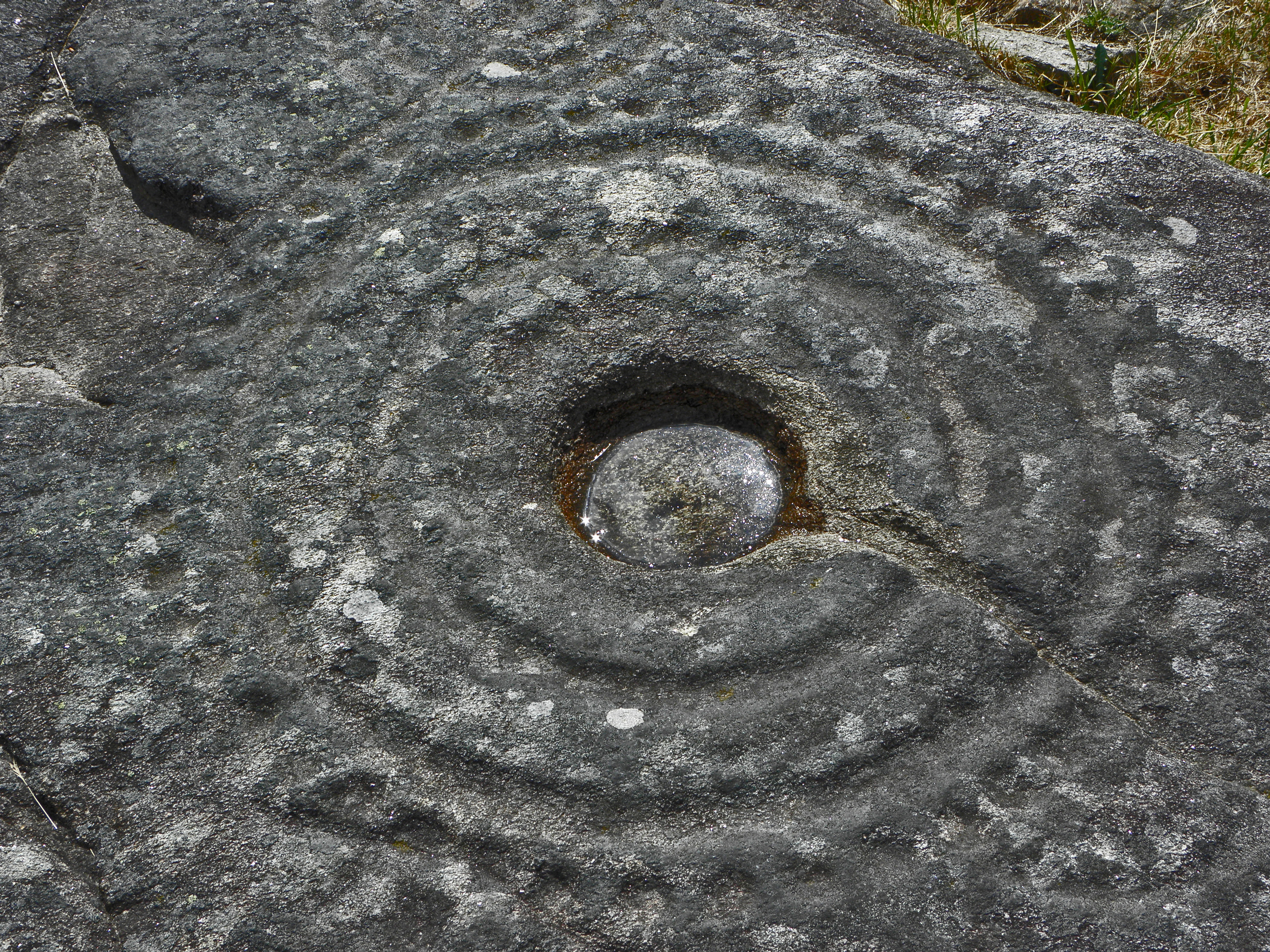
Fig. 2. Marca de cazoleta y anillos en Laxe das Rodas.

Los grabados están hechos en un bolo de granito que aflora del suelo. El conjunto consta de nueve figuras, que incluyen dos espirales y siete círculos concéntricos con grandes copas o cazuelas en el centro. La figura principal consiste en una espiral que gira hacia la derecha y otra más pequeña que gira hacia la izquierda; ambas tienen un surco radial. El conjunto de las dos espirales se encuentra rodeados de 65 pequeñas cazoletas, conocidas en Galicia como coviñas.
Otro grupo (véase figura 2) consiste en tres círculos concéntricos alrededor de una cazoleta y rodeado por 40 coviñas, cazoletas mucho más pequeñas, con seis más fuera. Desde la central, una línea se extiende cruzando los tres círculos, alcanzando el exterior.
Laxe das Rodas se ha interpretado como un calendario (las dos espirales principales), una altar de ofrendas para promover buenas cosechas, un conjunto de signos solares o la muerte o la fertilidad acuática y lunar.

## Galería

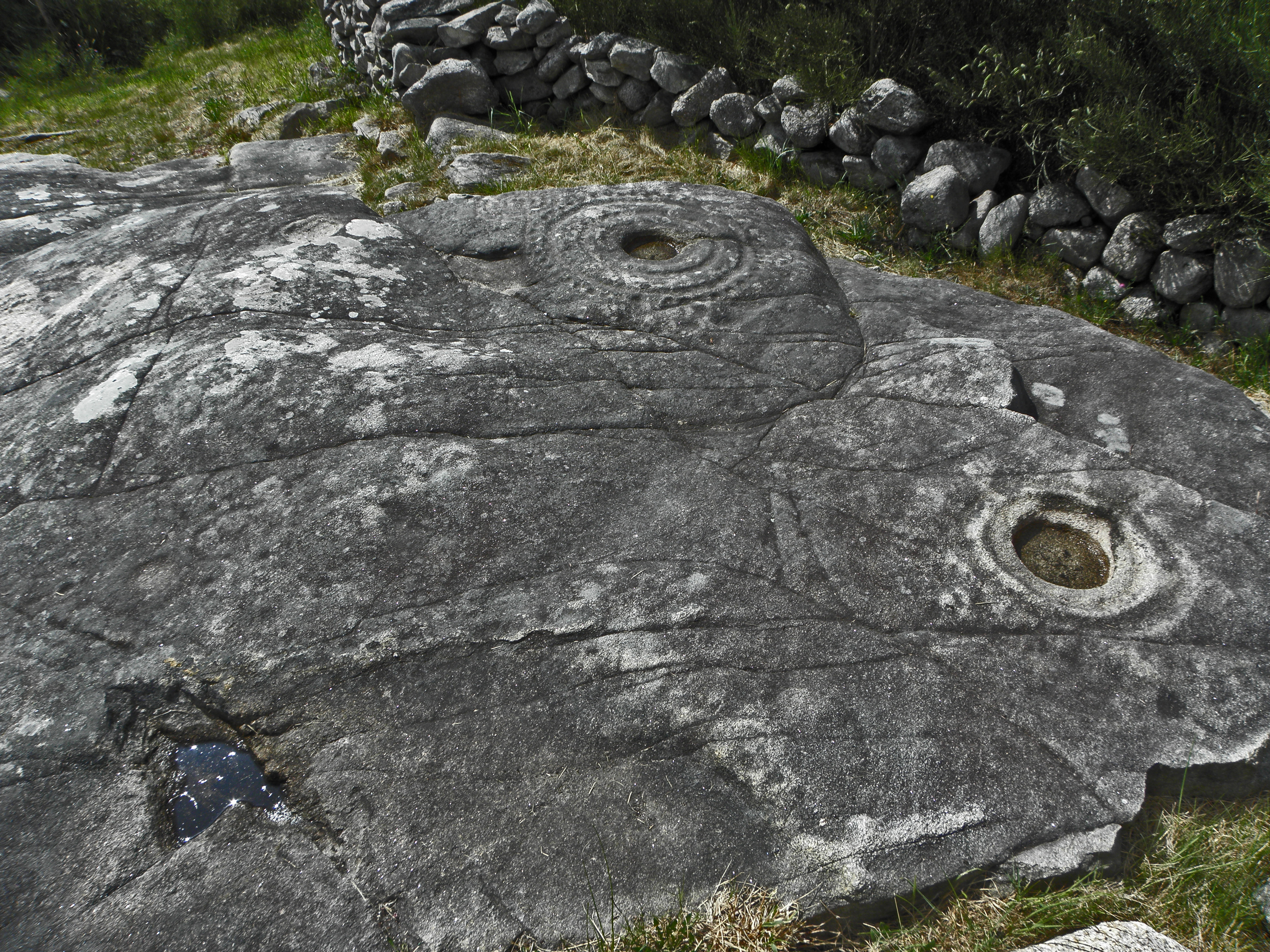
Vista general del grupo principal. En la parte superior el conjunto de doble esppiral, si bien solo se aprecia bien el grande.
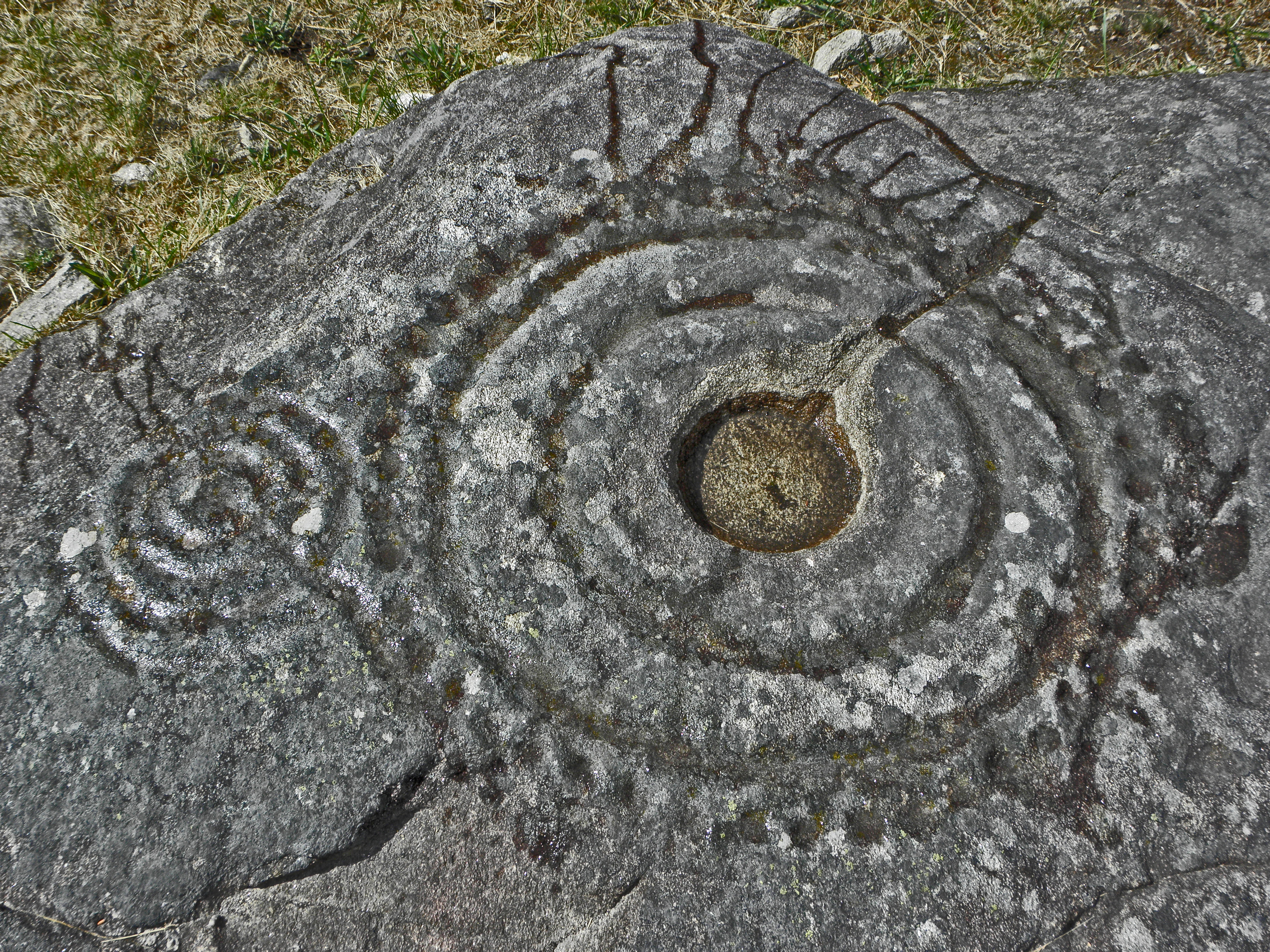
Conjunto de doble grupo de anillos con cazoleta. Le rodean 40 coviñas.
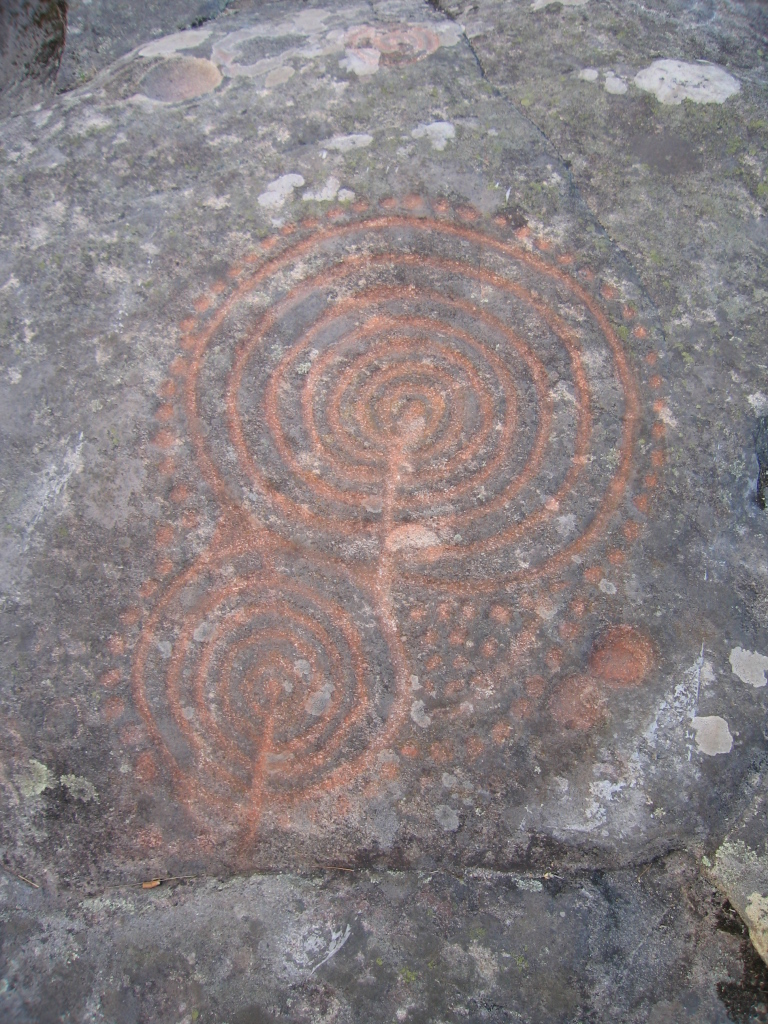
Grupo principal. Conjunto de doble espiral rodeado por 65 pequeñas cazoletas.
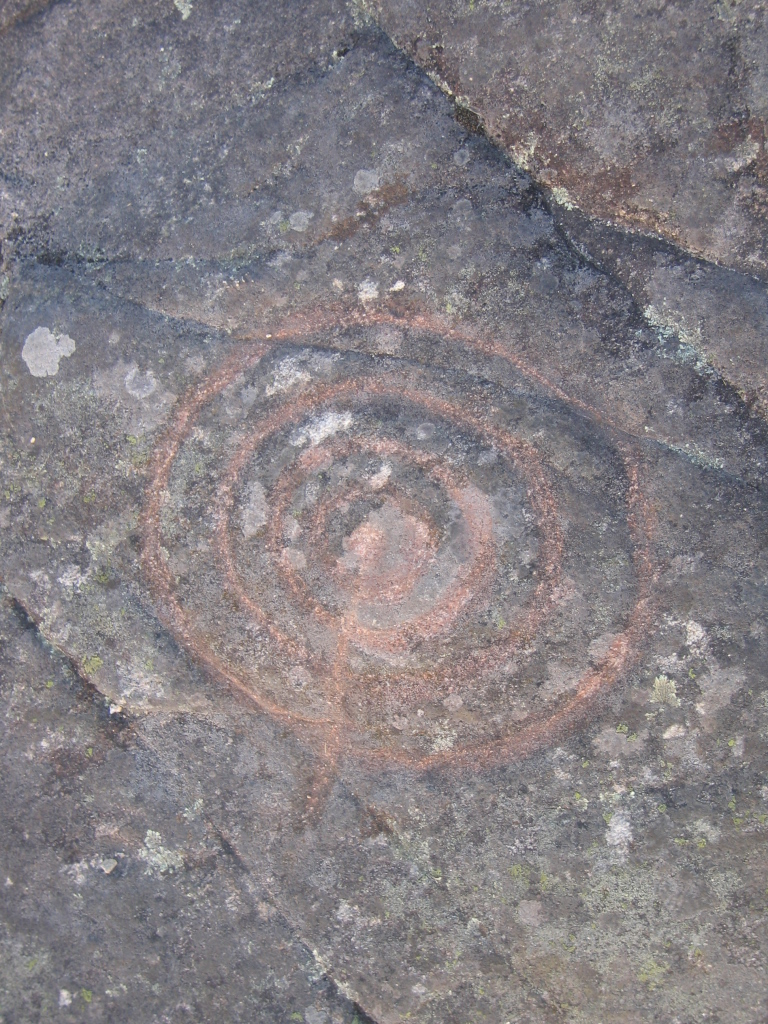
Círculos concéntricos con surco que parte del centro y sale hasta el exterior.
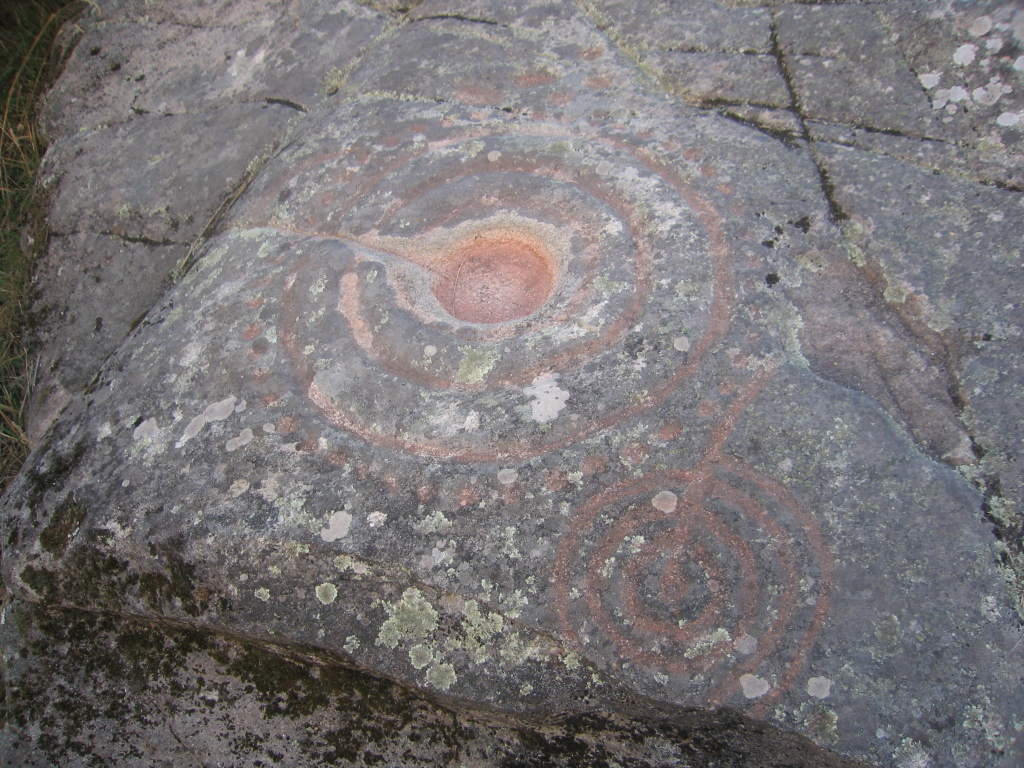
Otro conjunto de círculos concéntricos con surco que parte del centro y sale hasta el exterior.
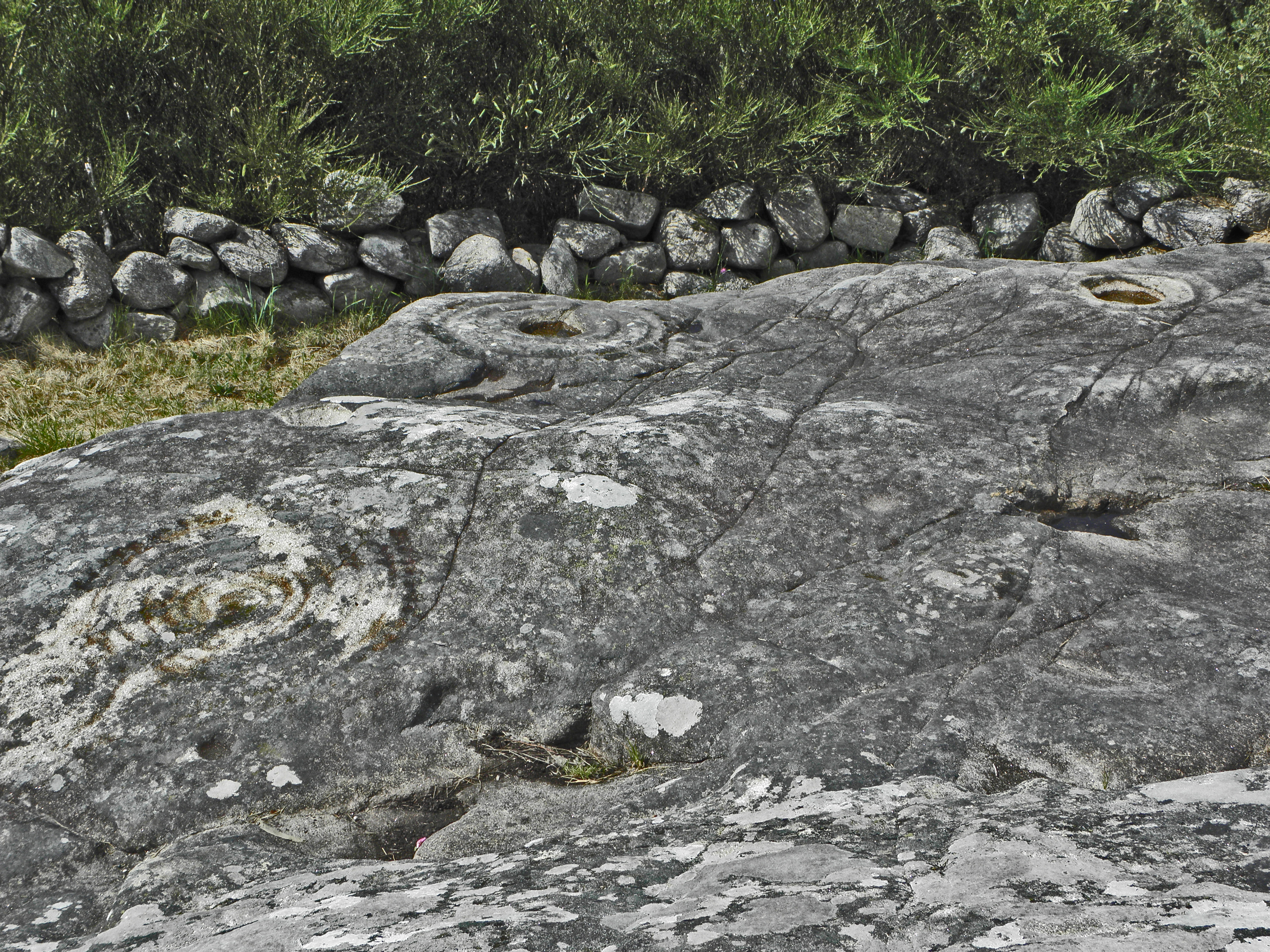
Vista general del grupo principal.